# Saint-Nolff
Saint-Nolff település Franciaországban, Morbihan megyében. Lakosainak száma 3952 fő (2022. január 1.). Saint-Nolff Elven, Treffléan, Vannes, Saint-Avé, Monterblanc és Theix-Noyalo községekkel határos.

## Népesség
A település népessége az elmúlt években az alábbi módon változott:
| Lakosok száma | 1082 | 2537 | 3270 | 3564 | 3665 | 3660 | 3779 | 3847 | 3892 | 3952 |
|               | 1968 | 1982 | 1990 | 2006 | 2013 | 2015 | 2017 | 2019 | 2020 | 2022 |